# Tecticeps leucophthalmus
Tecticeps leucophthalmus là một loài chân đều trong họ Tecticipitidae. Loài này được Gurjanova miêu tả khoa học năm 1936.